# Mark Oliver Everett

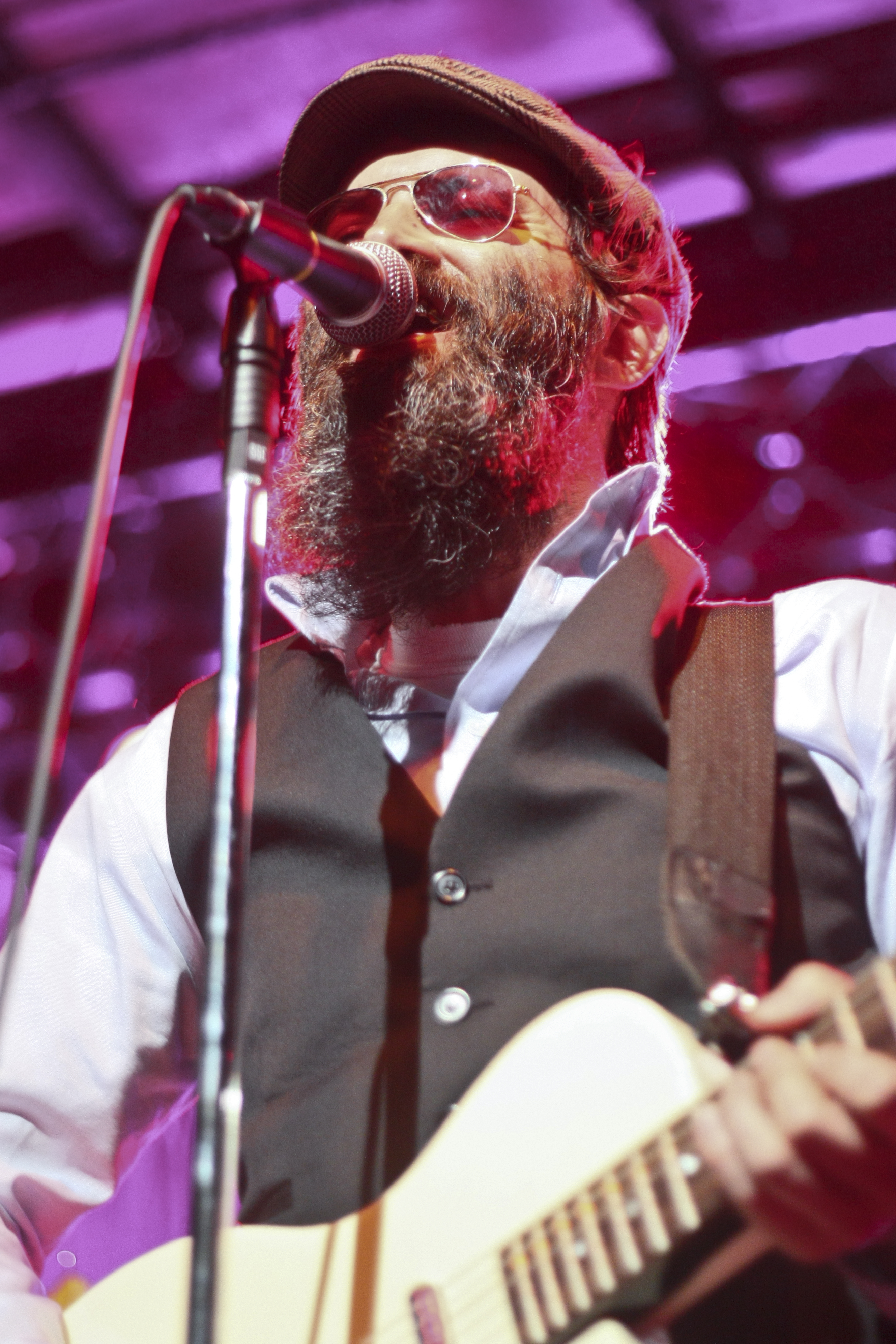
Mister E (Salzburg 2011)

Mark Oliver Everett (* 10. April 1963 in Virginia) ist ein US-amerikanischer Musiker und der Frontmann der Rockband Eels. Der Sohn des Physikers Hugh Everett III, des Begründers der Viele-Welten-Interpretation, ist auch als E (zeitweise bestand er auch auf Mr. E) bekannt.
In seiner Kindheit entwickelte Everett eine Vorliebe für Spielzeug-Instrumente; eine Vorliebe, die sich in seinem späteren Leben fortsetzen und einen wesentlichen Anteil an seiner Musik haben sollte, was sich z. B. durch den Titel Symphony for Toy Piano in G Minor (Symphonie für Kinderklavier in g-Moll) äußert.
Im Alter von 19 Jahren fand E seinen Vater tot im Bett auf. In den 1980er Jahren war E (oder Mark E., wie er sich in dieser Zeit nannte) in mehreren Bands (darunter in The Toasters – nicht zu verwechseln mit der gleichnamigen Ska-Band), nahm zahlreiche Promo-Tapes und schließlich sein erstes Album auf („Bad Dude In Love“), welches auf 500 Kopien limitiert war. Schlussendlich, im Jahre 1987, zog Everett von seiner Heimat Virginia nach Kalifornien. Er begann seine musikalische Karriere mit zwei Soloalben: A Man Called E und Broken Toy Shop. Das Pseudonym E wurde von Everett bei beiden Veröffentlichungen genutzt.
Sowohl seine zwei Soloalben als auch die Alben seiner Band Eels wurden von Kritikern für die innovative Verwendung einer Vielzahl musikalischer Stile gewürdigt.
Im Jahr 2000 begab sich Everett in eine spirituelle Auszeit, in der er es sich untersagte, etwas zu schreiben oder zu sagen. Aber er brach diese Regel, nachdem er fand, er wäre inspiriert genug, und schrieb die Texte zum vierten Eels-Album Souljacker. Während dieser Auszeit traf Everett auch seine spätere Frau, die er im Jahr 2001 heiratete.
2003 komponierte er den Soundtrack des Filmes Levity (u. a. mit Billy Bob Thornton und Morgan Freeman), der insgesamt zwölf Instrumentalstücke und zwei Eels-Songs enthält. Veröffentlicht wurde der Soundtrack unter seinem bürgerlichen Namen.
Im Januar 2008 erschien seine vorläufige Autobiographie Things The Grandchildren Should Know bei einem New Yorker Imprint von Macmillan Publishers.
2017 bekam Everett einen Sohn namens Archie.
Nach einer weiteren Auszeit Everetts von diesmal knapp vier Jahren kam im April 2018 ein neues Eels-Album heraus. 2024 erschien unter dem Titel Eels Time! das 15. Studio-Album der Rockband aus Los Angeles.

## Diskografie
- Bad Dude in Love. 1985
- A Man Called E. 1992
- Broken Toy Shop. 1993
- Music from the Film „Levity“. 2003
- (unter dem Pseudonym MC Honky): I Am the Messiah. 2003

Siehe auch die Veröffentlichungen mit seiner Band im entsprechenden Abschnitt unter Eels.

## Buchveröffentlichungen
- Things The Grandchildren Should Know. Thomas Dunne Books, NYC 2008, ISBN 0-312-38513-7.
  - Deutsche Übersetzung: Glückstage in der Hölle. Wie die Musik mein Leben rettete. Kiepenheuer & Witsch, Köln 2009, ISBN 978-3-462-04094-4.